# Pyrausta zeitunalis
Pyrausta zeitunalis là một loài bướm đêm trong họ Crambidae.